# Kościół Świętego Krzyża w Schwäbisch Gmünd
Kościół Świętego Krzyża (niem. Heilig-Kreuz-Münster), znany również jako Gmünder Münster – rzymskokatolicka, gotycka parafialna świątynia znajdująca się w niemieckim mieście Schwäbisch Gmünd. Od 1926 roku nosi tytuł honorowy Münster.

## Historia
W XII wieku wzniesiono tu romański kościół pw. Świętego Krzyża. Była to romańska bazylika o długości ok. 41 m, z dwiema wieżami przy prezbiterium. Około 1315 roku mieszkańcy miasta podjęli decyzję o budowie znacznie większej świątyni. Wedle wzmianki z 1329 roku nowy kościół nosił wezwanie Matki Bożej. Między 1320 a 1330 rokiem kierownictwo nad budową przejął Heinrich Parler, który podjął decyzję o powstaniu budowli halowej, dotychczas niespotykanej w południowych Niemczech. 17 lipca 1351 wmurowano kamień węgielny pod budowę prezbiterium. Wygląd tej części świątyni może wskazywać, iż przyczynił się do niego syn Heinricha, Peter Parler. Po 1370 roku kierownictwo nad budową przejął brat Petera, Johann. Około 1380 roku rodzina Parlerów opuściła miasto i przeniosła się do Ulm, gdzie pracowała przy budowie katedry. Postęp prac budowlanych znacząco zwolnił, ołtarz główny konsekrowano w 1410 roku, a świątynię przykryto tymczasowym stropem. Budowę sklepień prezbiterium rozpoczęto dopiero w 1491 roku wg planów Aberlina Jörga i Hansa von Uracha. Podczas ich budowy rozebrano zachowany łuk tęczowy z poprzedniej świątyni, co naruszyło statykę obiektu i skutkowało zawaleniem się obu wież 24 marca 1497. Z powodów finansowych zrezygnowano z ich odbudowy, dzwony przewieszono do dzwonnicy stojącej nieopodal kościoła, a w 1504 roku ukończono budowę nowego sklepienia korpusu nawowego projektu Stephana Weyrera i Burkharta Engelberga. Około 1550 wzniesiono zachodnią emporę, a nad nią w 1688 wybudowano drewnianą emporę organową wg planów Johanna Michaela Mauchera. W latach 1848–1883 odrestaurowano prezbiterium, a w latach 1887–1891 – korpus nawowy. W 1926 roku biskup Paul Wilhelm von Keppler nadał świątyni tytuł honorowy Münster. 20 października 1975 zawaleniu uległo jedno z żeber sklepień.

## Architektura i wyposażenie
Świątynia późnogotycka, trójnawowa, o układzie halowym. W jednej z kaplic dobudowanych do prezbiterium znajduje się grupa rzeźbiarska Grobu Pańskiego z około 1350 roku. Kaplicę Chrztu zdobi późnogotycki ołtarz, ufundowany w 1508 przez Sebalda Schreyera, jego predellę wykonał warsztat Albrechta Dürera. 55-głosowe organy z trzema manuałami wykonało w latach 1982–1983 przedsiębiorstwo Johannes Klais Orgelbau z Bonn.

## Galeria

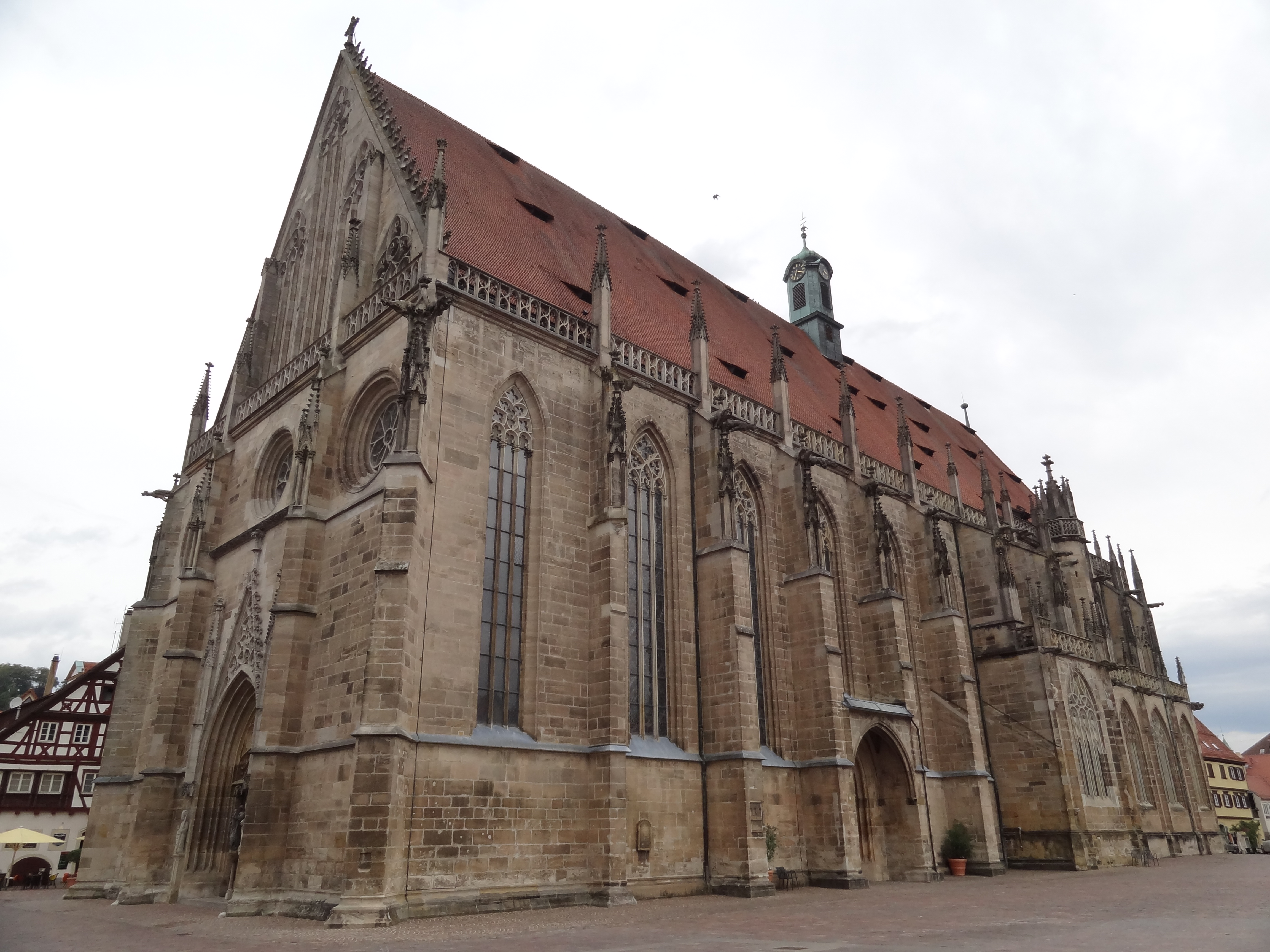
Widok z południowego zachodu
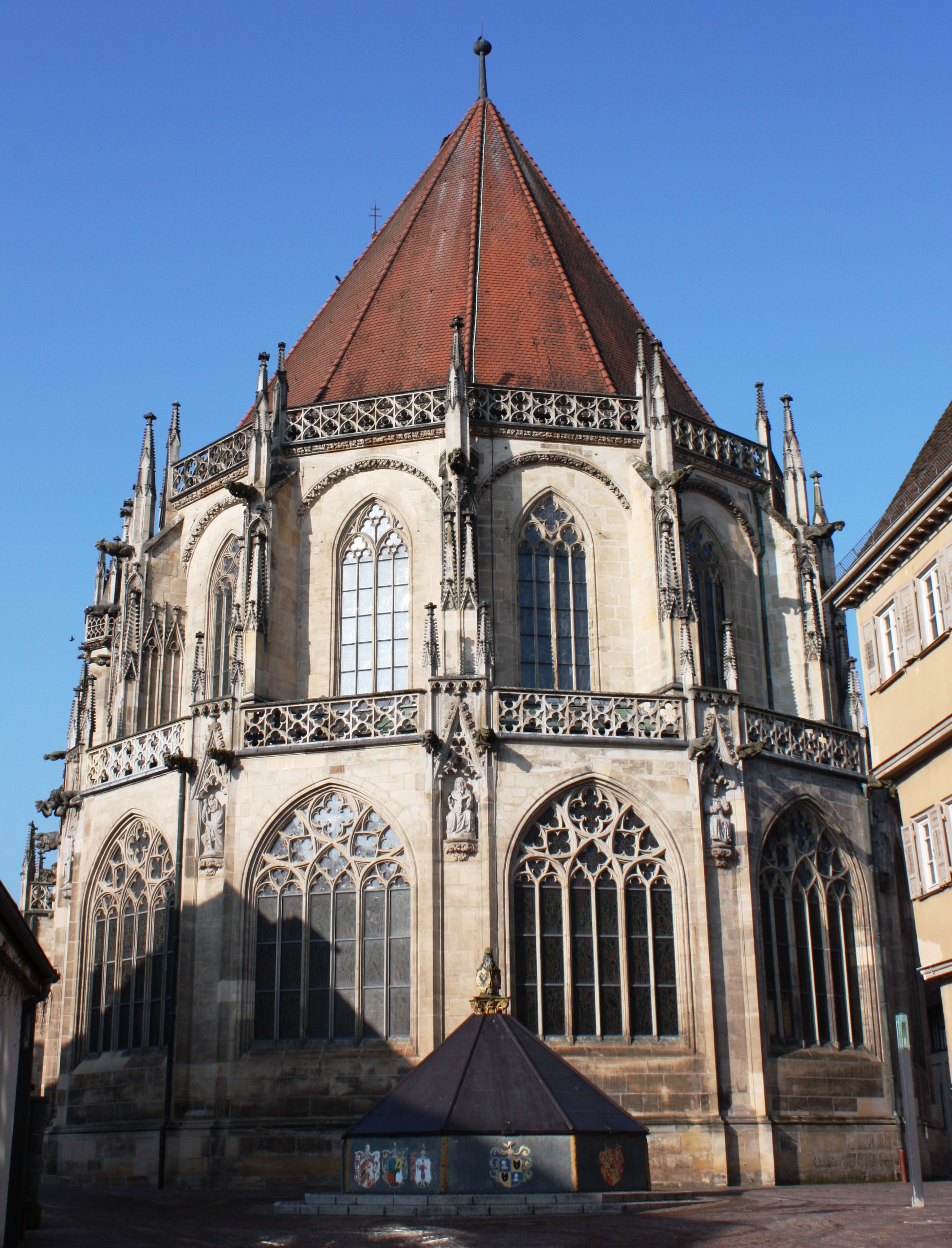
Absyda
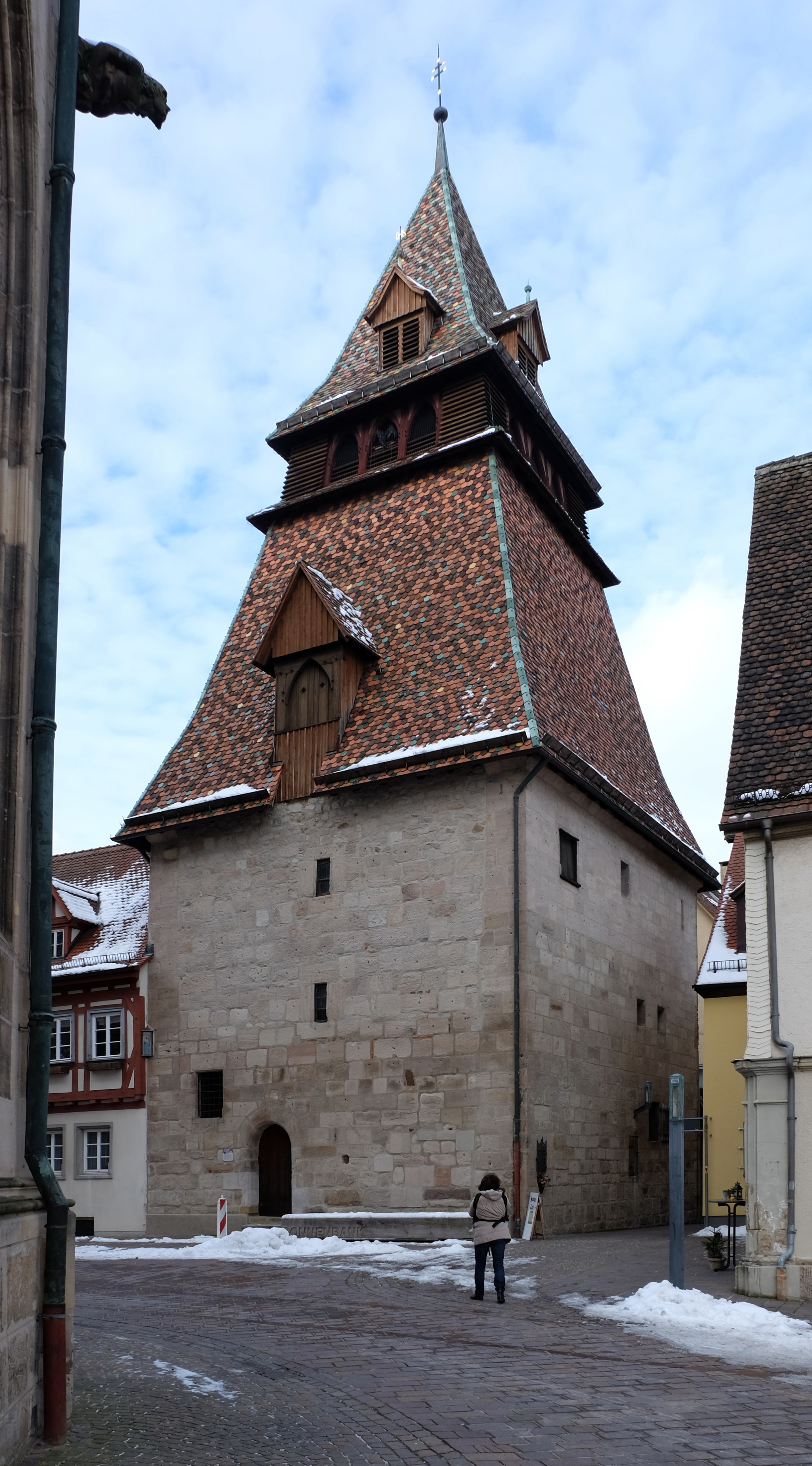
Dzwonnica
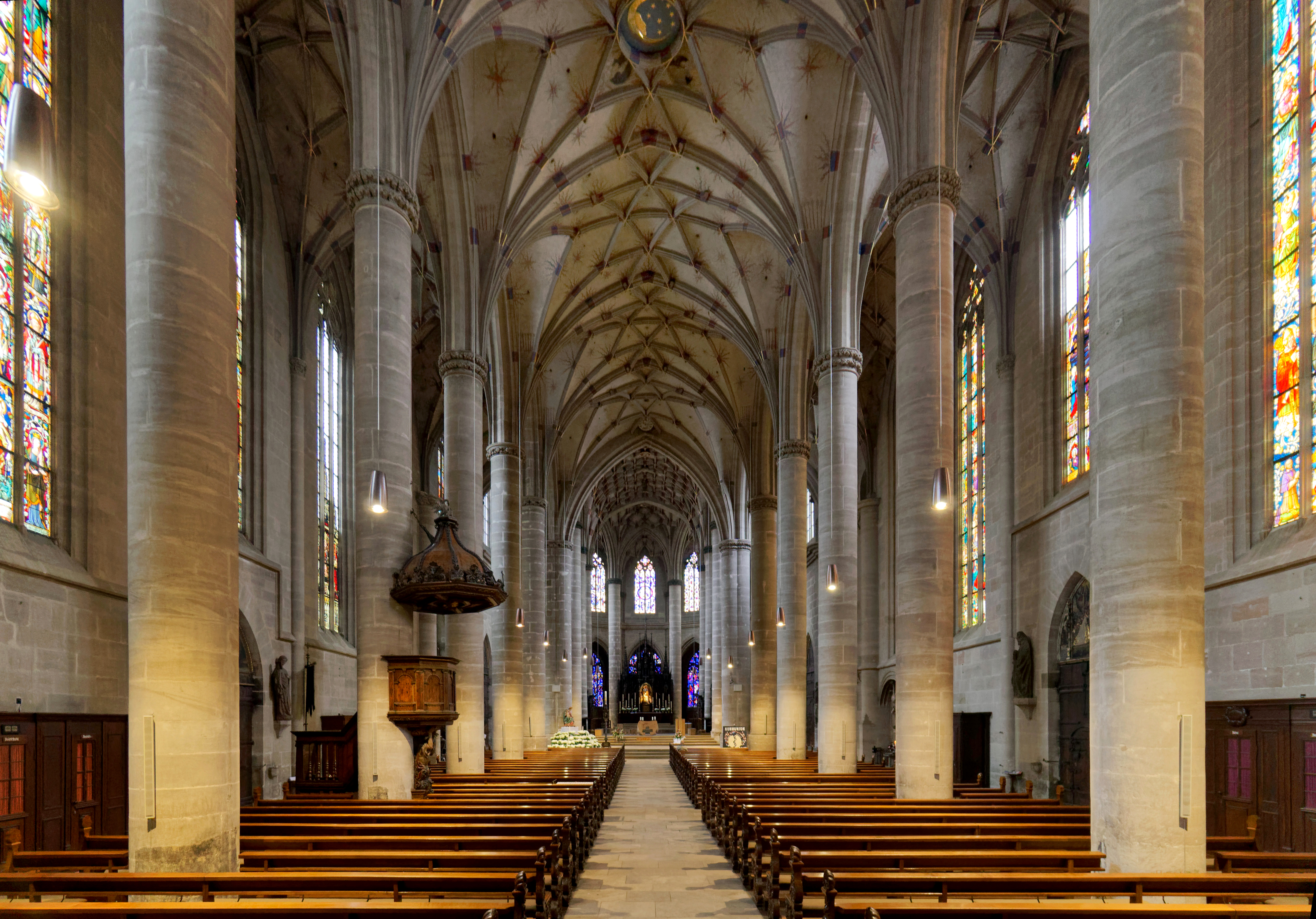
Wnętrze
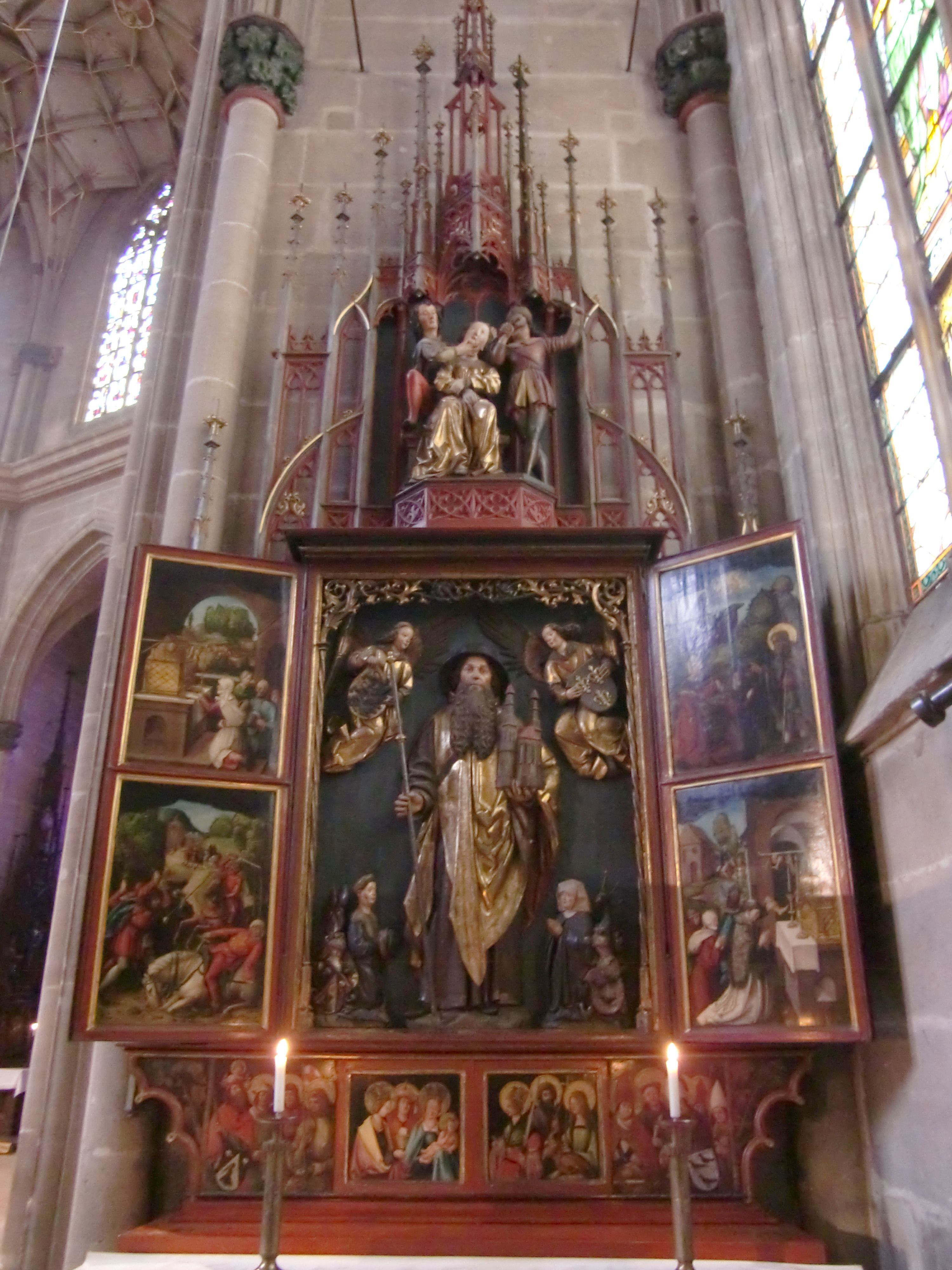
Ołtarz Sebalda Schreyera
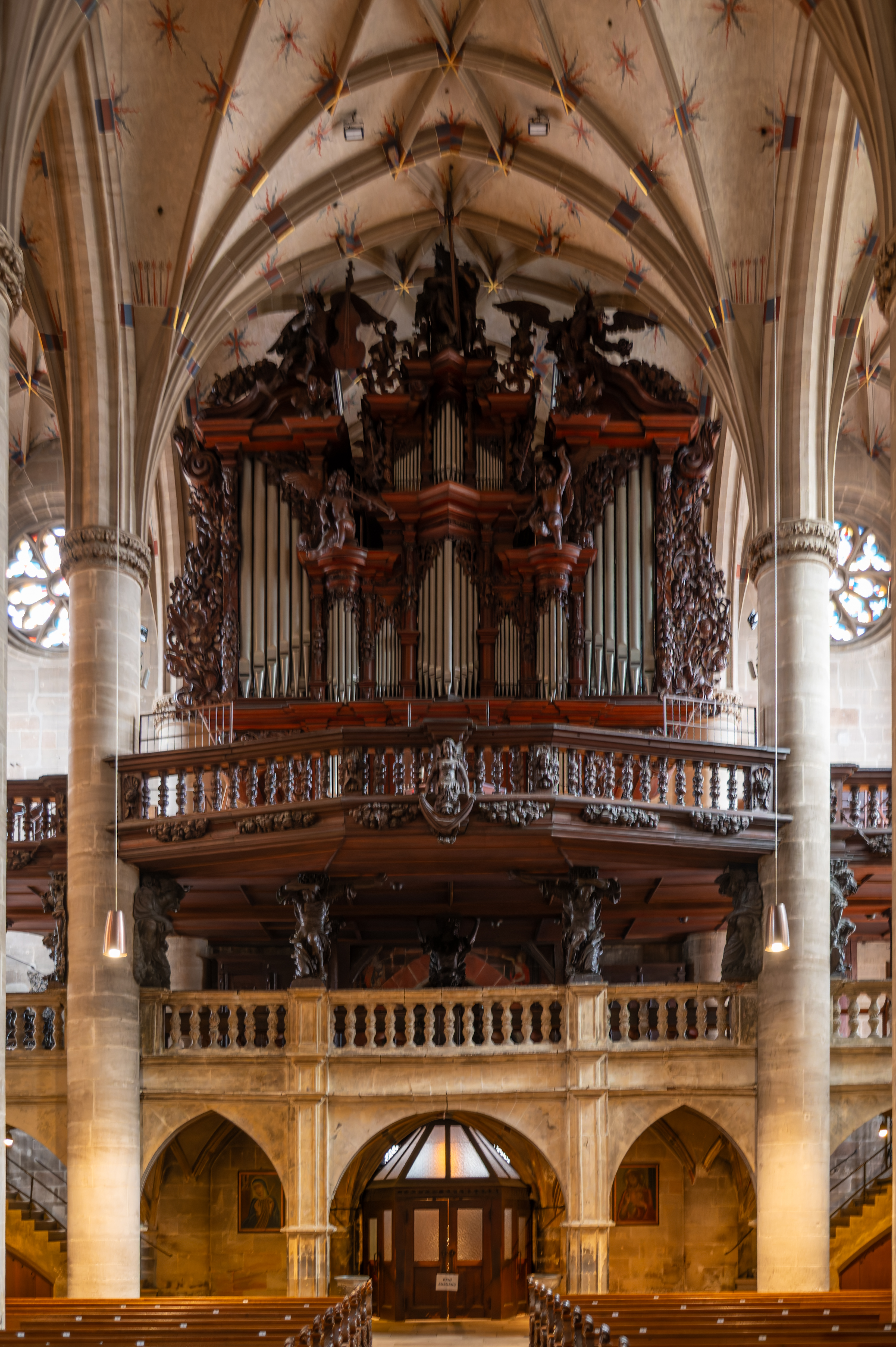
Empora organowa